# Cleome pachystigma
Cleome pachystigma är en paradisblomsterväxtart som beskrevs av Briquet. Cleome pachystigma ingår i släktet paradisblomstersläktet, och familjen paradisblomsterväxter. Inga underarter finns listade i Catalogue of Life.